# Sporobolus elongatus
Sporobolus elongatus är en gräsart som beskrevs av Robert Brown. Sporobolus elongatus ingår i släktet droppgräs, och familjen gräs. Inga underarter finns listade i Catalogue of Life.

## Bildgalleri

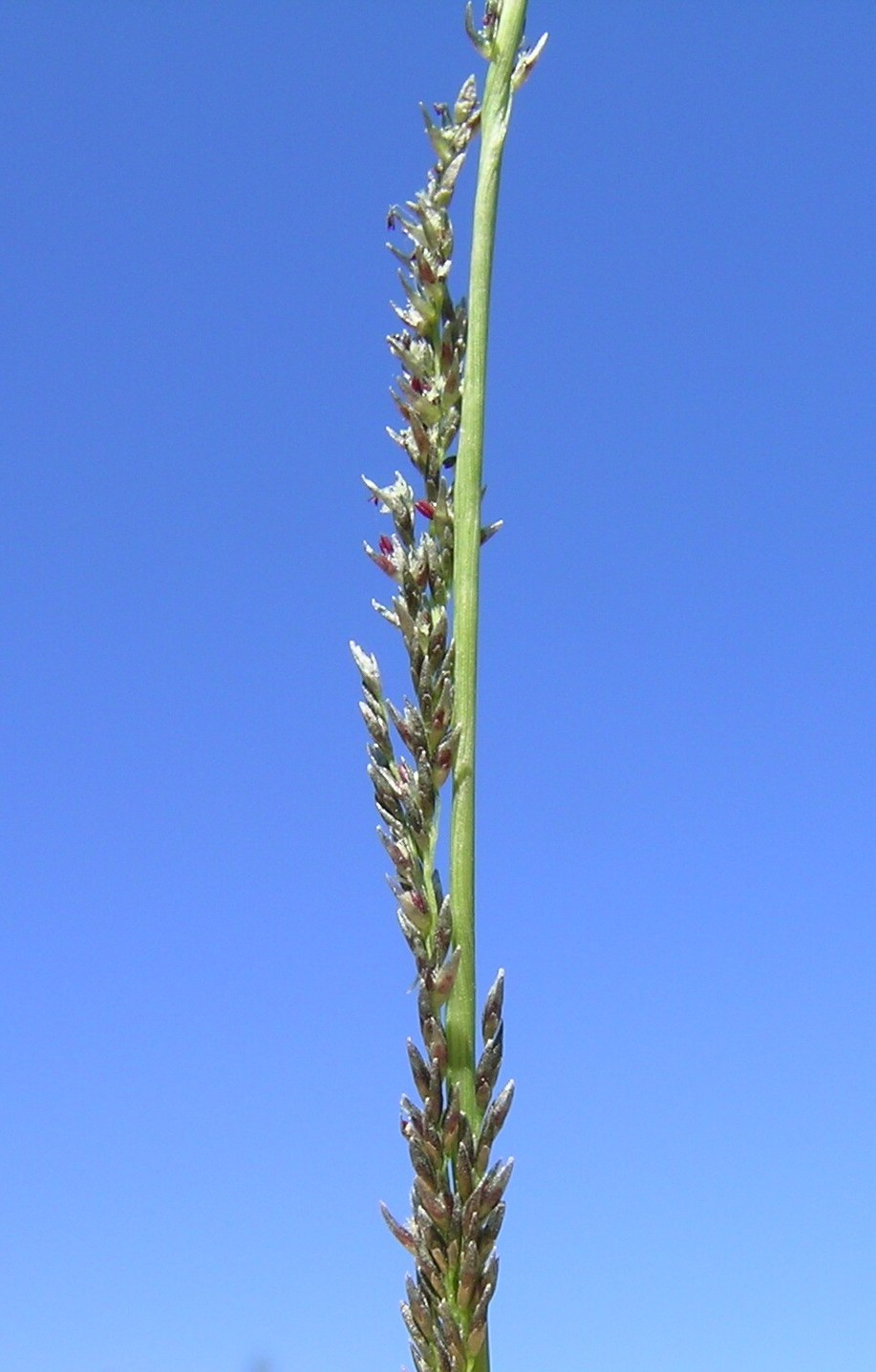
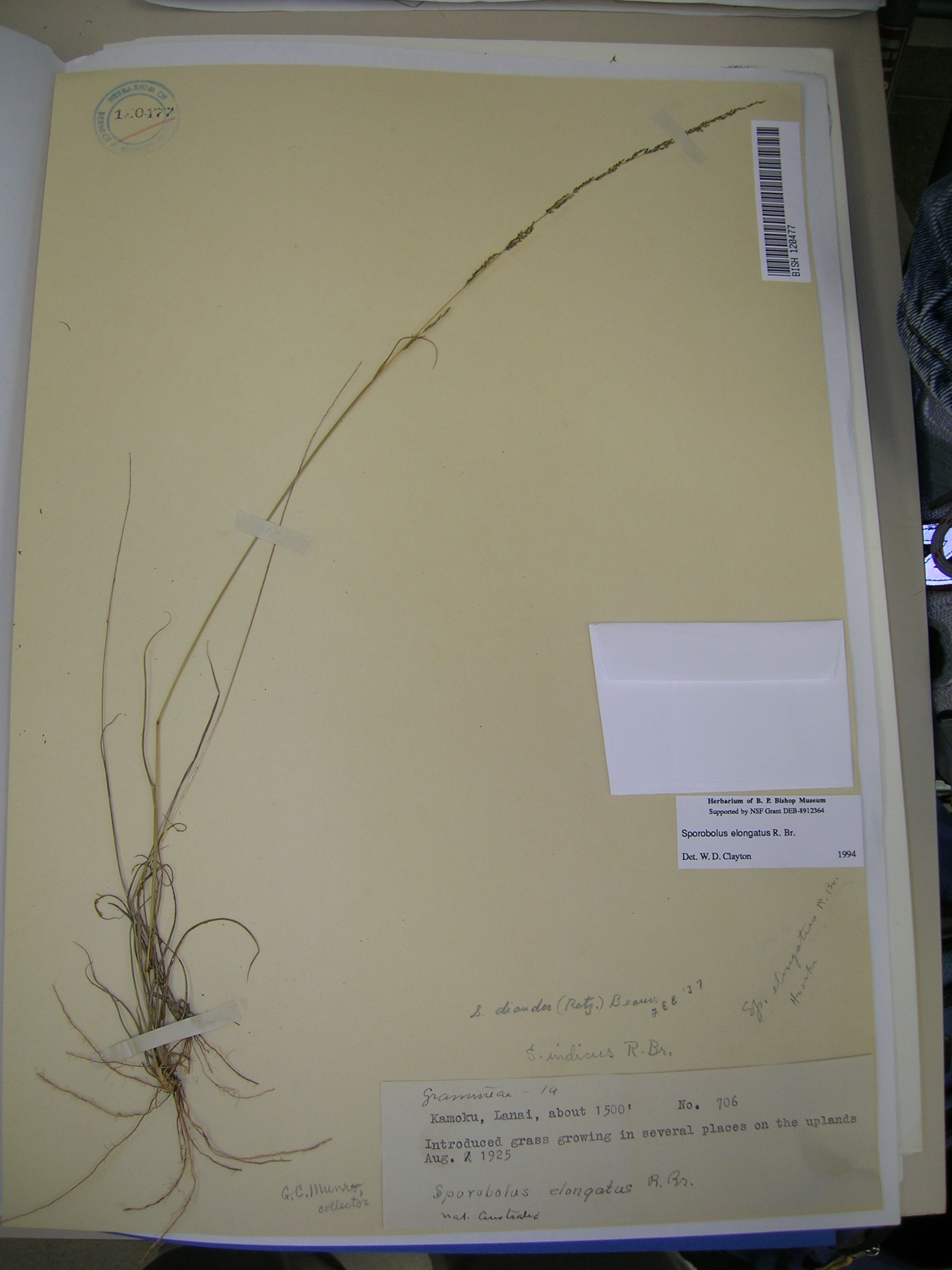
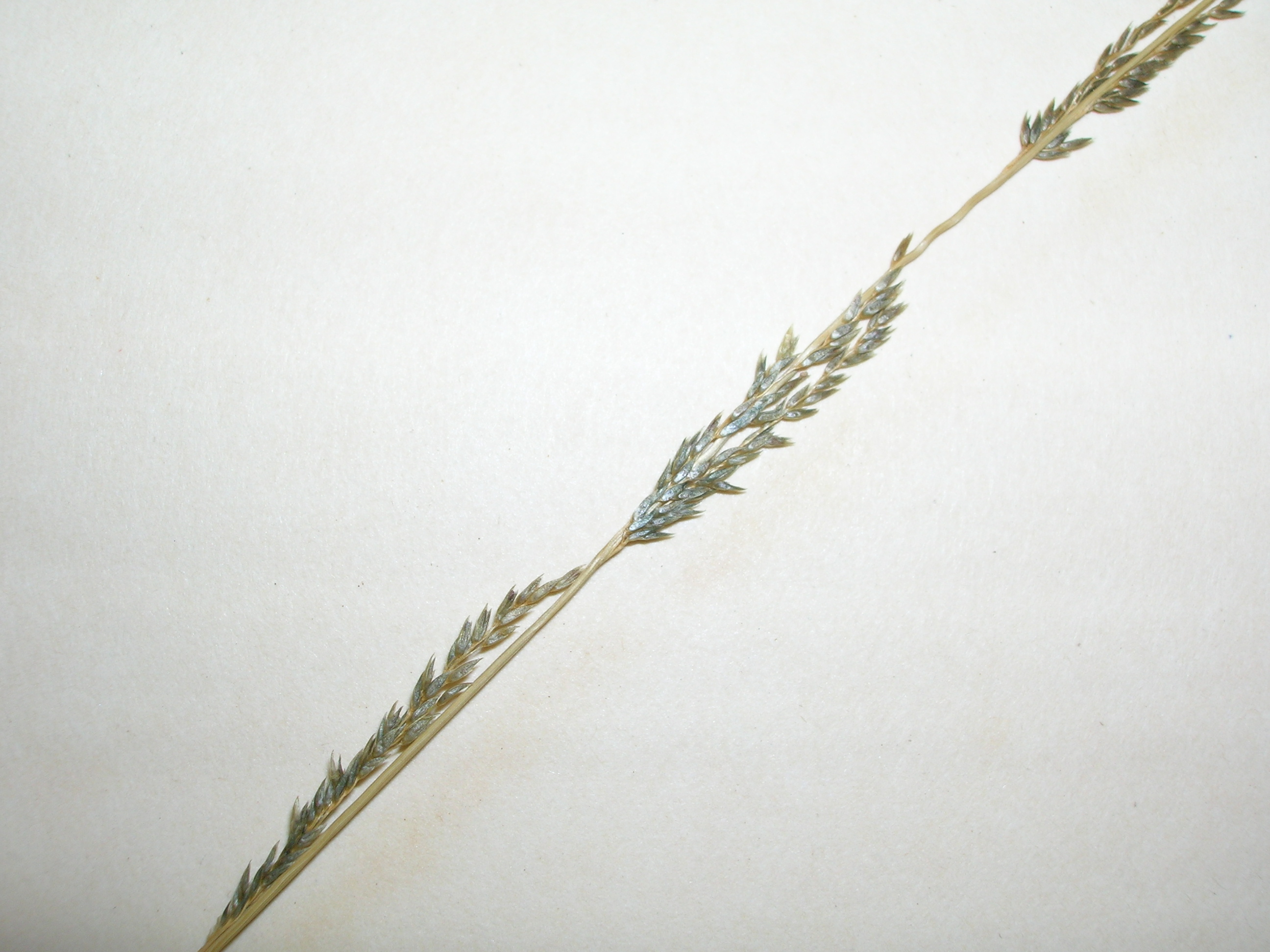